# Primera Liga de Eslovenia 1999-2000
La PrvaLiga de Eslovenia 1999-00 fue la novena edición de la máxima categoría del fútbol esloveno. Inició el 1 de agosto de 1999 y finalizó el 20 de mayo de 2000. El campeón fue el NK Maribor por cuarta vez consecutiva.

## Tabla de posiciones
| Pos | Equipo           | PJ | PG | PE | PP | GF | GC | Dif | Pts |
| --- | ---------------- | -- | -- | -- | -- | -- | -- | --- | --- |
| 1   | Maribor          | 33 | 25 | 6  | 2  | 90 | 30 | +60 | 81  |
| 2   | Gorica           | 33 | 19 | 5  | 9  | 55 | 34 | +21 | 62  |
| 3   | Rudar Velenje    | 33 | 17 | 7  | 9  | 49 | 35 | +14 | 58  |
| 4   | Korotan Prevalje | 33 | 15 | 7  | 11 | 58 | 43 | +15 | 52  |
| 5   | Primorje         | 33 | 13 | 11 | 9  | 56 | 49 | +7  | 50  |
| 6   | Celje            | 33 | 11 | 14 | 8  | 53 | 45 | +8  | 47  |
| 7   | Olimpija         | 33 | 14 | 4  | 15 | 64 | 58 | +6  | 46  |
| 8   | Dravograd        | 33 | 11 | 10 | 12 | 44 | 54 | –10 | 43  |
| 9   | Domžale          | 33 | 11 | 8  | 14 | 50 | 51 | –1  | 41  |
| 10  | Mura             | 33 | 10 | 6  | 17 | 47 | 53 | –6  | 36  |
| 11  | Pohorje          | 33 | 4  | 6  | 23 | 26 | 73 | –47 | 18  |
| 12  | Potrošnik        | 33 | 3  | 6  | 24 | 21 | 88 | –67 | 15  |

PJ = Partidos jugados; PG = Partidos ganados; PE = Partidos empatados; PP = Partidos perdidos; GF = Goles anotados; GC = Goles recibidos; Dif = Diferencia de goles; Pts = Puntos
|  | Liga de Campeones de la UEFA |
|  | Copa de la UEFA              |
|  | Copa Intertoto de la UEFA    |
|  | Descenso a la 2. SNL         |

| Bandera de Eslovenia         |
| Campeón NK Maribor 4° título |